# Киртовский, Имант Христианович
Имант Христианович Киртовский (латыш. Imants Ķirtovskis; 24 января 1930, Пушкинские горы, РСФСР — 12 сентября 2020, Рига, Латвия) — латвийский советский учёный-экономист, историк, член-корреспондент Академии наук Латвии, многие годы директор Института экономики АН Латвийской ССР.

## Биография
Имант Киртовский родился в семье красного латышского стрелка, агронома Христиана Михайловича Киртовского и его супруги, сельской учительницы Александры Ивановны Богдановой в Пушкинских Горах Ленинградской области РСФСР 24 января в 6 часов вечера. Его детство прошло в Михайловском и Тригорском.
Во время Великой Отечественной войны семья Киртовских ушла в эвакуацию и оказалась в Калининской области. Христиан Михайлович по возрасту строевой службе не подлежал, служил в тыловых частях, снабжая передовую выращиваемыми под его руководством овощами.
После освобождения Латвии от немецко-фашистских захватчиков Христиана Михайловича Киртовского направили работать по специальности на родину, в Латвию, в посёлок Карли Цесисского уезда. 15-летний Имант с сентября 1945 года продолжил учёбу в средней школе в Риге, жил в интернате, где познакомился и подружился на всю жизнь с будущим коллегой-экономистом Юрием Нетёсиным, а также будущей супругой Галиной.
В 1947 году по окончании школы успешно поступил на исторический факультет Латвийского госуниверситета. Уже тогда проявил себя как активный общественник, организовав решение бытовых вопросов в студенческом общежитии, заготовку дров. С блеском окончив университет, поступал в аспирантуру по истории средних веков, однако не прошёл по конкурсу и получил распределение на должность младшего научного сотрудника в Институт экономики АН Латвийской ССР.
В 1956 году вышла концептуальная монография И.Киртовского «Очерки истории латышской экономической мысли/Latviešu progresīvas ekonomiskas domas attīstība ХIХ gadsimta 80. un 90.gados», которая сразу же была запрошена Библиотекой конгресса США и вошла в её собрание.
Защитив в 1957 году кандидатскую диссертацию, Киртовский был переведен на должность старшего научного сотрудника. Помимо этого он читал лекции по политической экономии и истории экономических учений в различных учебных заведениях Риги.
В 1961 году Киртовского пригласили преподавать на кафедру политической экономии Рижского политехнического института.
Осенью 1967 года он возглавил кафедру и работал в этой должности до ноября 1974 года.
В ноябре 1974 года ЦК Компартии Латвии рекомендовал И. Х. Киртовского на должность директора Института экономики АН Латвийской ССР. За годы во главе института И. Х. Киртовский подготовил к защите диссертации 20 своих аспирантов и провел защиту 100 научных работ как председатель учёного Совета, занимался популяризацией экономической науки, сотрудничая с обществом «Знание». В латвийский институт приезжали защищаться также молодые учёные из Каунасского политехнического института, где кафедрой политэкономии заведовал Альгирдас Бразаускас, из Тартуского университета, где кафедру возглавлял академик Михаил Бронштейн. Институт организовывал всесоюзные и республиканские научные конференции, в одной из которых принимал участие лауреат Нобелевской премии, создатель теории линейного программирования Леонид Витальевич Канторович.
Киртовский инициировал создание летних школ молодых учёных, на которые съезжались экономисты со всего Советского Союза.
В 1981 году И. Х. Киртовский был награждён орденом «Знак почёта» за успешную работу в 10 пятилетке.
В 1990 году Имант Христианович вышел на пенсию и покинул институт.
В 1992 году начал сотрудничать с газетой «Бизнес & Балтия», готовил аналитические и обзорные статьи на темы экономики и образования. Преподавал в Институте социальных технологий (и даже являлся его ректором), Балтийской международной академии, Институте психологии.
Отошел от активной преподавательской работы в начале 2010 годов.
Скончался в Риге 12 сентября 2020 года.

## Вклад в науку

### Латышская экономическая мысль
Кандидатская диссертация Киртовского «Латышская прогрессивная экономическая мысль в 80-90 годы ХIХ столетия» была посвящена формированию марксистских взглядов П. Стучки и Я. Райниса и была опубликована в 1956 году как монография в издательстве Академии наук Латвии — еще до защиты диссертации. Рецензент ВАКа квалифицировал работу как ревизионистскую, поскольку автор утверждал первенство Стучки, а не В. И. Ленина в развитии экономической теории марксизма. На защите Киртовский доказал: «Ленин не был известен в эти годы как автор марксистских работ, а редакторы латвийской газеты „Dienas Lapa“ уже в начале 90-х годов XIX века начали легальную пропаганду социалистических идей».
Аналогичный спор возник при защите докторской диссертации, «Латышская экономическая мысль в начале XX века», в которой Киртовский обнаружил приоритет Стучки в разработке теории коллективизации сельского хозяйства, которую руководитель латышских социал-демократов обосновал в книге «Darbs un zeme», опубликованной за два года до появления статьи В. И. Ленина «О кооперации». П. Стучка дал развернутый план кооперирования мелкотоварного сельского хозяйства при социализме. Диссертацию Киртовский защищал в Москве, в Институте экономики АН СССР, одним из оппонентов докторанта был профессор Михаил Бронштейн.

### Политэкономия социализма
В политэкономии социализма в 1970-е годы существовало два направления: одни считали социализм товарным производством, неразрывно связанным с товарно-денежным обращением, а другие вслед за Ф. Энгельсом отрицали товарное производство и считали, что товарно-денежные отношения будут сокращаться и отомрут. Как председатель Прибалтийского совета политэкономов Киртовский организовал проведение ежегодных конференций, в ходе которых «товарники» доказали преимущество своей теории, развивая теорию хозяйственного расчета, экономической самостоятельности предприятия. Считается, что это открыло путь к признанию рыночных элементов в директивной экономике.
В 1980-е годы Киртовский создал в Институте экономики группу по исследованию финансово-кредитных отношений. Одним из первых в СССР он выдвинул концепцию инфляции в условиях социалистической экономики, изложив её на польско-латвийской конференции в 1987 году. Затем эта концепция была озвучена на международной конференции по общественным наукам в Москве, куда Киртовского пригласил академик Леонид Абалкин.
Тезис Киртовского о необходимости исследования товарно-денежных отношений при социализме также активно поддержал директор Института мировой социалистической системы АН СССР академик Олег Богомолов.
Дружеские отношения связывали Киртовского со светилом экономической мысли СССР академиком Алексеем Матвеевичем Румянцевым.

### Исследования по демографии
Под руководством И. Киртовского в Институте экономики стали развиваться демографические исследования. Имант Христианович продвигал мысль о необходимости государственной поддержки семье в воспитании детей, которая начала масштабно реализовываться в СССР в 1980-е годы с принятием Постановления ЦК КПСС и Совета министров СССР № 235 «О мерах по усилению государственной помощи семьям, имеющим детей». «Денежные затраты по увеличению населения, воспроизводству рабочей силы должно производить государство. Современная семья рассматривает расходы по воспитанию детей как сокращение собственного потребления родителей, и поэтому они останавливается в основном на рождении одного ребенка», — подчёркивал Киртовский. В развитие этой темы в институте был подготовлен сборник статей «Факторы и мотивы демографического поведения». Эта книга и другие публикации сотрудников демографической группы института, которую возглавляла Парсла Эглите, получили международное признание.

## Признание
Международный биографический центр Кембриджа включил имя И.Киртовского в книгу «2000 выдающихся людей 20-го столетия» в числе 15 представителей Латвии.

## Книги[5]
- Антикоммунизм в теории и практике. Материал в помощь лектору. / Рига: общество «Знание», 1973.
- Очерки истории латышской экономической мысли/Latviešu progresīvas ekonomiskas domas attīstība ХIХ gadsimta 80. un 90.gados = 1890—1920 гг. / И. Х. Киртовский; АН ЛатвССР, Институт экономики, 1976./ Рига: Зинатне, 183 с.
- Латышская экономическая мысль в начале XX века. Автореферат диссертации на соискание учёной степени доктора экономических наук./ Москва, АН СССР, 1977.
- Достижения экономики Советской Латвии. / Рига: общество «Знание», 1977.
- Народное благосостояние при социализме. Сборник статей под редакцией И. Х. Киртовского. / Рига: Зинатне, 1979. 163 с. — 1000 экз.
- Управление качеством труда в промышленности. Совместно с К. Я. Свилпе, А. И. Хомченко и др. / Рига: Зинатне, 1981. 310 с. — 1200 экз.
- Латвийская ССР в едином народнохозяйственном комплексе страны. / Рига: общество «Знание», 1982.
- Личное потребление в механизме воспроизводства населения. Сборник статей под редакцией И. Х. Киртовского и Ю. Н. Нетёсина / Рига: Зинатне, 172 с. — 1000 экз.
- Очерки истории марксистско-ленинской экономической мысли в Латвии. 1920—1980. И. Х. Киртовский, М. Н. Паневина, Ю. Ю. Саулитис. / Рига: Зинатне, 1985. 185 с. — 1000 экз.
- Становление самоуправления трудового коллектива. / Рига: Зинатне, 1988. 156 с. — ISBN 5-7966-0135-0.
- Всемирная история экономической мысли, том 2. / Москва: Мысль, 1988[6].

## Увлечения
Имант Киртовский увлекался спортивным туризмом, предпочитая горные походы в Фанских горах в Таджикистане и сплав по рекам. Зимой катался на лыжах в латвийском центре лыжного спорта в Эргли.

## Семья
Супруга: Галина Ивановна Киртовская, кандидат химических наук. Дочери: Валерия, Марина и Сандра.